# Stéla z Lémnu

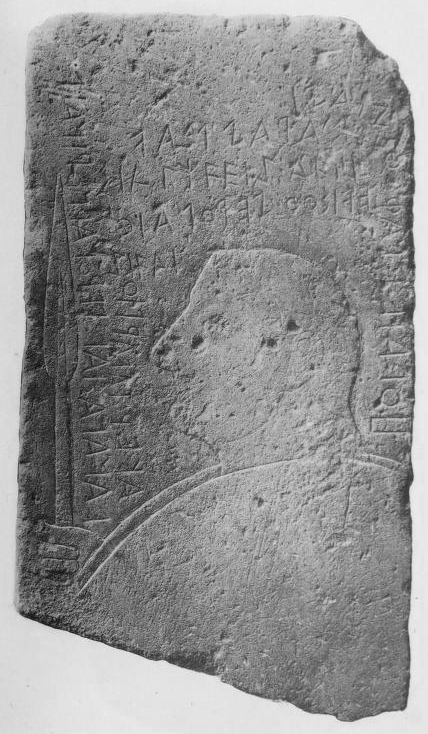
Stéla z Lémnu, fotografie přední strany

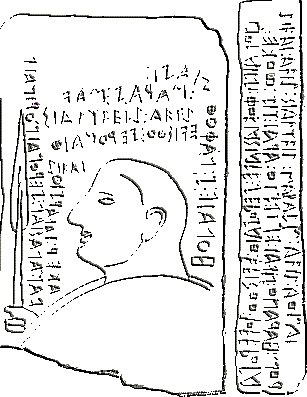
Nákres přední strany a nápisu na boční straně

Stéla z Lémnu je označení užívané pro náhrobní stélu, která byla nalezena na ostrově Lémnu v roce 1885 francouzskými archeology G. Cousinem a F. Durrbachem. Na stéle je reliéf znázorňující válečníka a dva nápisy v neznámém jazyce. Je datována do 6. století př. n. l.

## Popis
Stéla ze zažloutlého porézního kamene má rozměry asi 0,94 × 0,51 × 0,14 m a ve spodní části je ulomená. Byla kdysi vestavěna do zdi již zbořeného středověkého kláštera svatého Alexandra ve vesnici Kaminia, kde byla nalezena; její původní umístění je tedy neznámé. Od roku 1905 je vystavena v Národním archeologickém muzeu v Athénách. S nálezem stély mohou souviset i některé keramické nádoby, nalezené na ostrově v roce 1928. Datace stély do 6. století př. n. l. vychází ze skutečnosti, že v roce 510 př. n. l. napadli Lemnós Athéňané a pak jej helenizovali.
Na přední straně stély je vytesán reliéf s profilem válečníka s odkrytou hlavou, držícího kopí a kruhový štít. Kolem něj je několik řádků neuspořádaného nápisu, na pravé boční straně jsou tři řádky druhého nápisu.
O interpretaci nápisů včetně použitého písma se dosud vedou spory; nápisy obsahují celkem 198 znaků, které by zřejmě tvořily 33 až 40 slov (oddělování slov je někdy označeno jednou až třemi tečkami). Nápisy mohou být napsány v etruském nebo příbuzném jazyce (tzv. Lemnian language, lemnoský jazyk nebo lemnojština).

## Význam pro hypotézu o příchodu Etrusků z východu
Nález stély z Lémnu podle některých badatelů podpořil legendu popsanou Hérodotem o příchodu Etrusků na území dnešní Itálie z východu, z Lýdie po roce 1000 př. n. l. Tuto hypotézu potvrzují i výsledky genetických zkoumání z roku 2007 ukazující na spojení Etrusků s Malou Asií.
Není ale prokázáno, že tato náhrobní stéla patřila opravdu Etruskům. Přestože Etruskové měli zřejmě podobné písmo jako starověcí Řekové, což bylo zapříčiněno velkou řeckou kolonizací, může se jednat o náhrobní stélu, která mohla patřit komukoliv, jenž psal řeckým písmem.